# 1億人の富士山
『1億人の富士山』（いちおくにんのふじさん）は、2001年4月から2004年3月まで山梨放送で放送されていたドキュメンタリー番組である。毎回、富士山にまつわる事物にスポットを当てて紹介していた。
レギュラー放送の終了後も、年に4回ほどのペースでこの番組の特別編『1億人の富士山スペシャル』が放送されている（後述）。

## 放送時間
- 月曜 22:00 - 22:54 （2001年4月 - 2004年3月） - 山梨放送では、よみうりテレビ制作月曜10時枠連続ドラマは『明日を抱きしめて』や『私立探偵 濱マイク』（いずれも遅れネット）などの作品を除いて放送されていなかった。その後、よみうりテレビ（ytv）のドラマが視聴率低下で打ち切りとなり、ytvが日本テレビ制作の『スーパーテレビ』と放送枠を入れ替えた影響で（ytv側の後番組は『キスだけじゃイヤッ!』）、2004年3月をもって終了した。同年4月からは、プライムタイムの番組編成が一部のミニ番組を除いて日本テレビと同じ編成となった。

## 出演者

### 2002年3月まで
- 井筒和幸
- 富田智美（当時山梨放送アナウンサー）

### 2002年4月以降
- 大柴堅志（当時山梨放送アナウンサー）
- 村瀬寛美（当時山梨放送アナウンサー）

## テーマ曲
- 伸太郎「白い風」

## 1億人の富士山スペシャル
レギュラー放送の終了後に年に4回ほどのペースで放送されている特別編。こちらでもやはり富士山と何らかの関わりがある人物や事象を紹介しているが、レギュラー放送時とは違ってスタジオでのトークなどは一切挿まず、全編がドキュメンタリー映像のみで構成されている。ナレーションはプロのナレーター（主に武田広）が担当することが多いが、山梨放送のアナウンサーが担当することもある。
放送時間は放送回ごとに変わるが、主に土曜日か日曜日の午後に約1時間の枠で放送される。ハイビジョン制作で、アナログ放送ではレターボックス形式で放送されていた（地上デジタル放送開始以前から多くの回でハイビジョン制作であった）。
| 山梨放送 月曜22:00 - 22:54                    | 山梨放送 月曜22:00 - 22:54 | 山梨放送 月曜22:00 - 22:54                      |
| 前番組                                        | 番組名                     | 次番組                                          |
| --------------------------------------------- | -------------------------- | ----------------------------------------------- |
| お前の諭吉が泣いている （ここまで木曜ドラマ） | 1億人の富士山              | スーパーテレビ情報最前線 （月曜21時台から移行） |